# Накумс, Екабс
Е́кабс На́кумс (латыш. Jēkabs Nākums; род. 4 февраля 1972, Приекуле, Лиепайский район) — латвийский биатлонист и легкоатлет, бегун на длинные дистанции, участник зимних Олимпийских игр 1998 и 2002 года.

## Биография
Биатлоном занимается с 1986 года. Участник десяти чемпионатов мира по биатлону.
Дебютировал в кубке мира в сезоне 1992/93 в Лиллехаммере, где занял 68-е место. Первые очки в кубке мира по биатлону набрал в сезоне 1996/1997 на этапе кубка мира в Лиллехаммере, где занял 20-е место.
Первый латвийский биатлонист, который принял участие в гонке масс-старта в кубке мира по биатлону (кубок 1996/1997 годов, на 8-м этапе в Новосибирске), где занял 19-е место. Лучший результат на этапах кубка мира по биатлону показал в сезонах 1997/1998 и 1999/2000 годов (два четвёртых места).
Завершил карьеру на чемпионате мира в Оберхофе (2004), где в индивидуальной гонке занял 65-е место.
В настоящее время — предприниматель, тренер по фитнесу.

## Спортивные достижения

### Олимпийские игры
| Год  | Место проведение | Индивидуальная | Спринт | Преследование | Масс-старт | Эстафета |
| ---- | ---------------- | -------------- | ------ | ------------- | ---------- | -------- |
| 1998 | Нагано           | 37             | 5      |               |            | 6        |
| 2002 | Солт-Лейк-Сити   | 35             | 52     | 54            |            | 17       |

### Чемпионаты мира
| Год  | Место Проведение | Индивидуальная | Спринт | Преследование | Масс-старт | Эстафета |
| ---- | ---------------- | -------------- | ------ | ------------- | ---------- | -------- |
| 1993 | Боровец          |                |        |               |            | 18       |
| 1995 | Антхольц         |                |        |               |            | 12       |
| 1996 | Рупольдинг       |                |        |               |            | 11       |
| 1997 | Орсбли           |                | 5      | 31            |            | 12       |
| 1998 | Поклюка          |                |        | 34            |            |          |
| 1999 | Контиолахти      | 47             | 10     | 34            |            | 5        |
| 2000 | Холменколлен     | 28             | 38     | 41            | 16         | 6        |
| 2001 | Поклюка          |                | 72     |               |            | 9        |
| 2003 | Ханты-Мансийск   | 34             | 79     |               |            | 12       |
| 2004 | Оберхоф          | 65             |        |               |            |          |

### Кубок мира по биатлону (общий зачёт)
| Сезон     | Место |
| --------- | ----- |
| 1996/97   | 41    |
| 1997/98   | 35    |
| 1998/99   | 45    |
| 1999/2000 | 26    |
| 2000/01   | 68    |